# Matteo Constant
 (février 2025).
Pour les articles homonymes, voir Constant.
Matteo Constant, né le 8 avril 2003, est un coureur cycliste suisse.

## Biographie
Né à Saint-Germain-en-Laye, Matteo Constant possède les nationalités française et suisse. Il passe son enfance dans l'Ain, avant de s'installer à Plan-les-Ouates.  
Il suit[Depuis quand ?] un cursus en droit à l'université de Lausanne. 

## Parcours sportif
Formé au Sprinter Club Lignon, il participe à ses premières compétitions cyclistes en 2018. Rapidement, il obtient de bons résultats en devenant champion de Suisse sur piste en 2019. Il remporte aussi divers titres de champion régional. 
En 2023, il s'impose au sprint massif sur la Chazal Classic Dijon-Auxonne-Dijon, sous les couleurs de l'équipe Elite Fondations. Il participe également au Tour de Romandie en 2024 avec une sélection nationale. La même année, il se classe troisième du championnat d'Europe de l'omnium, dans la catégorie des espoirs. Il devient ensuite champion national dans cette discipline en 2025.  

## Palmarès sur route
- 2021
  - 2e du Tour du Jura juniors
- 2023
  - Chazal Classic Dijon-Auxonne-Dijon
- 2024
  - 2e du Tour du Jura
  - 3e du GP Osterhas
- 2025
  - 3e du GP Cham-Hagendorn

## Palmarès sur piste

### Championnats d'Europe
| Édition / Épreuve              | Omnium |
| Cottbus 2024 (moins de 23 ans) | Bronze |

### Championnats nationaux
- 2019
  -  Champion de Suisse de vitesse par équipes (avec Loïc Perizzolo et Damien Fortis)
- 2021
  - 3e du championnat de Suisse du scratch
- 2022
  - 3e du championnat de Suisse de l'américaine
- 2023
  - 2e du championnat de Suisse de poursuite par équipes
  - 3e du championnat de Suisse de l'américaine
- 2025
  -  Champion de Suisse de l'omnium
  - 2e du championnat de Suisse de course aux points
  - 2e du championnat de Suisse du scratch